# Коринтианс (футбольный клуб, Кайко)
«Коринтианс» — бразильский футбольный клуб из города Кайко. В настоящий момент клуб выступает в Серии D Бразилии.

## История
Клуб основан 25 января 1968 года, домашние матчи проводит на стадионе «Сенадор Денарте Мариз», вмещающем 25 000 зрителей. Главным достижением «Коринтианс» является победа в чемпионате штата Риу-Гранди-ду-Норти, в 2001 году. Заняв второе место в чемпионате штата в 2010 году, клуб получил право выступить в Серии D Бразилии в 2010 году и в Кубке Бразилии в 2011 году.

## Достижения
- Лига Потигуар:
  - Чемпион (1): 2001.
  - Вице-чемпион (2): 2002, 2010.